# Pintor de Karlsruhe

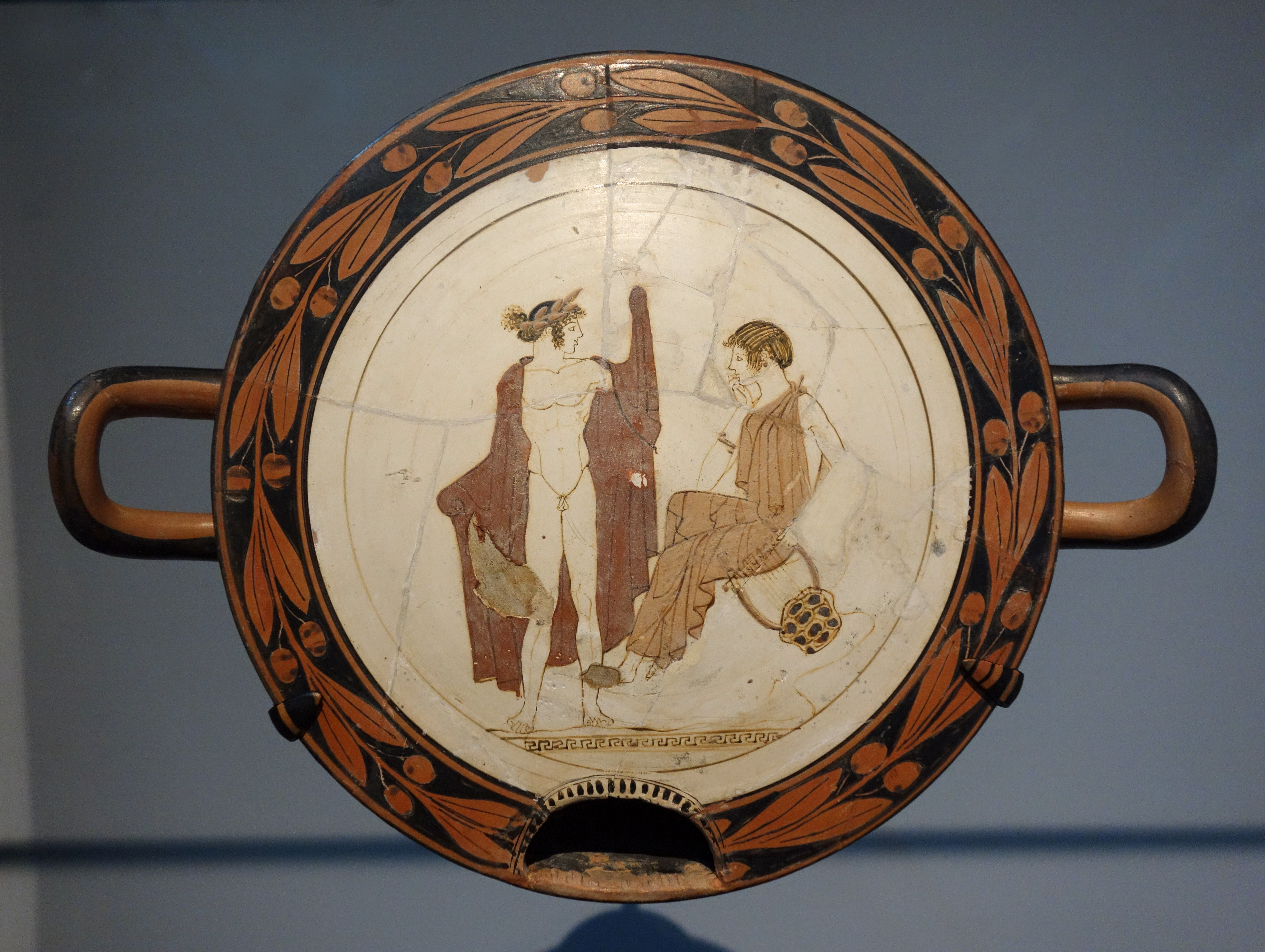
Kílix ático con pintura sobre fondo blanco. Apolo y musa con lira, Museo de Bellas Artes 00.356, Boston (Massachusetts)

El Pintor de Karlsruhe es el nombre convenido para un pintor de vasos áticos activo desde aproximadamente el 475 hasta el 450 a. C.
El Pintor de Karlsruhe debe su nombre a la ciudad alemana de Karlsruhe, en cuyo museo (Badisches Landesmuseum B 10/206) se conserva un pélice de figuras rojas decorado por él, que representa a una joven doncella con una cesta y a su ama con un espejo. Este pintor de vasos ateniense fue uno de los pintores de vasos más pequeños (especialmente lécitos), que solía decorar con figuras individuales, con gran delicadeza y detalle. Prefería el movimiento en las escenas que representaba; sus diosas, ménades y mujeres a menudo corrían o volaban. Durante sus primeros trabajos, probablemente trabajó en el taller del Pintor de Beldam.
Una de sus obras más destacadas es un kílix expuesto en Boston (Massachusetts) (Museo de Bellas Artes 00.356). La hermosa pintura policromada de un vaso sobre fondo blanco, en su interior (en el tondo), Está enmarcada con madreselva purpúrea y amarillo-naranja parduzco por una corona de laurel de color rojo con bayas en tallos dentados. La escena de fondo blanco y sus colores se aplicaron al vaso antes de la cocción, junto con la decoración de figuras rojas. El impresionante tondo, que a menudo se considera un reflejo de una pintura monumental hoy desaparecida, representa al joven dios Apolo apareciendo completamente desnudo ante una curiosa musa sentada en el monte Helicón. En esta pintura sobre fondo blanco, algunos detalles fueron realizados en relieve con arcilla añadida (con esmalte diluido), incluida la corona de laurel alrededor de la cabeza de Apolo, las joyas, los broches de la musa y partes de su lira; esta arcilla añadida también se aplicó antes de la cocción.

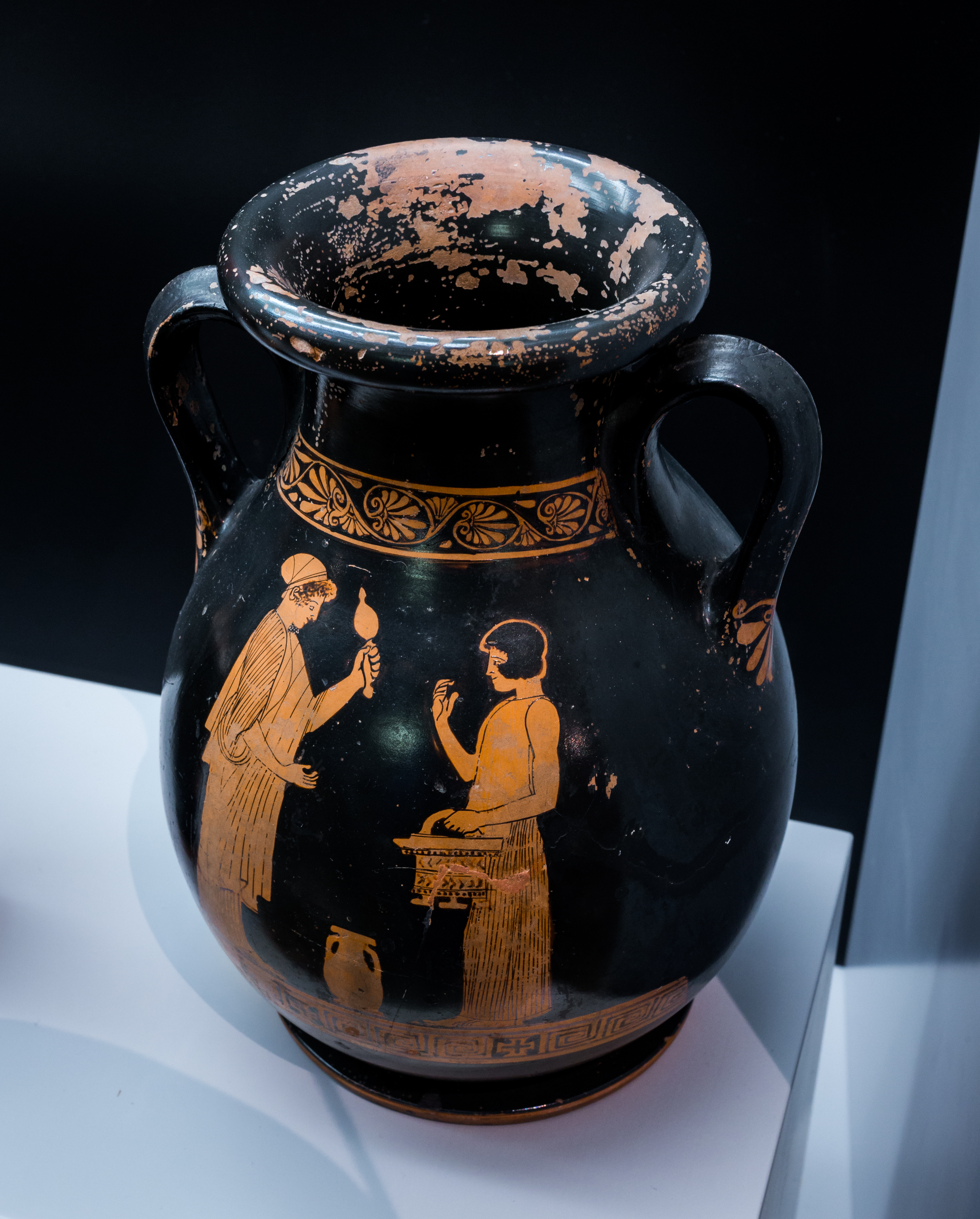
Pélice ática de figuras rojas, Badisches Landesmuseum B 10/206, Karlsruhe.
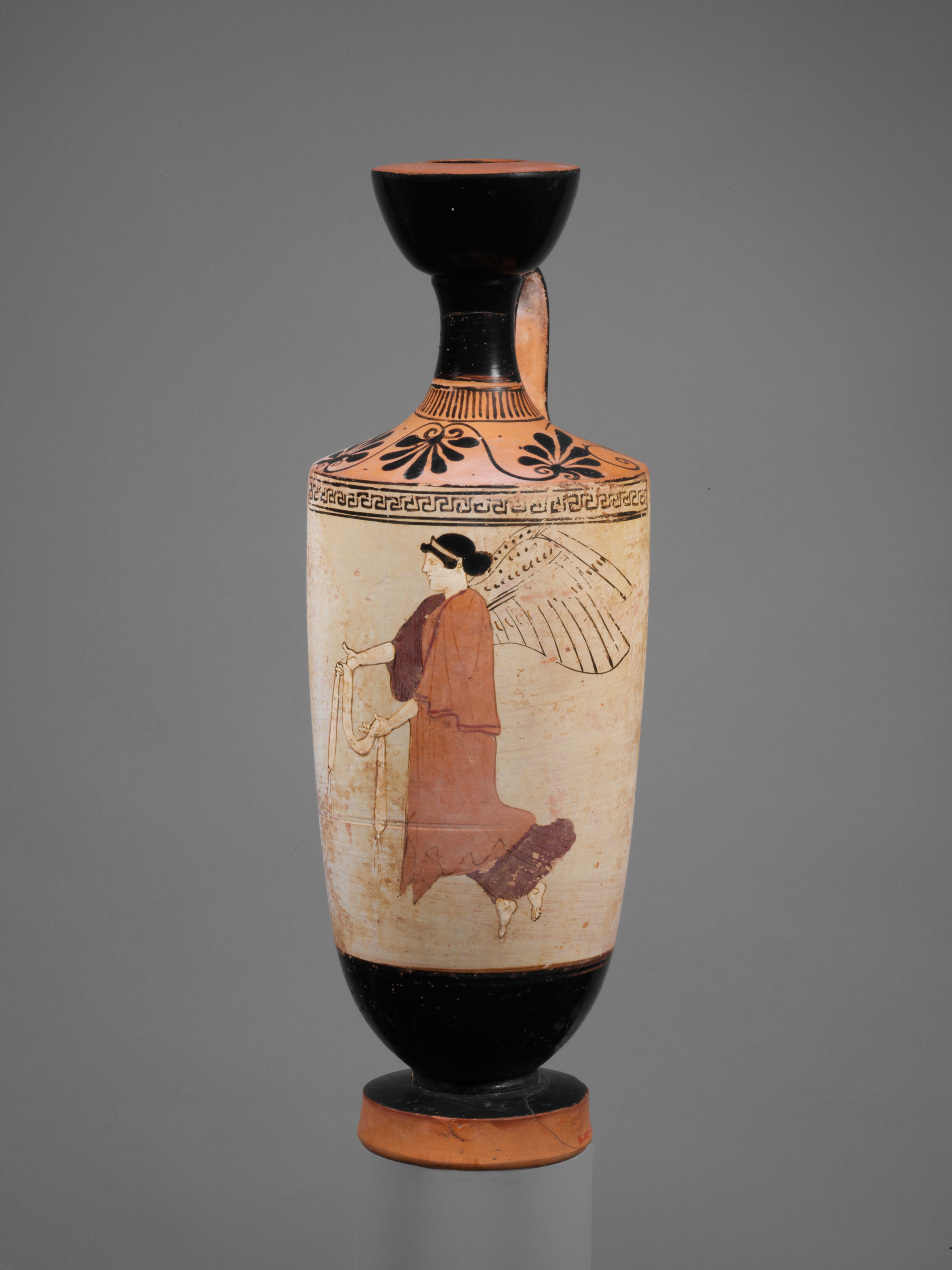
Lécito ático con pintura sobre fondo blanco, Museo de Bellas Artes 06.1021.129, Boston.
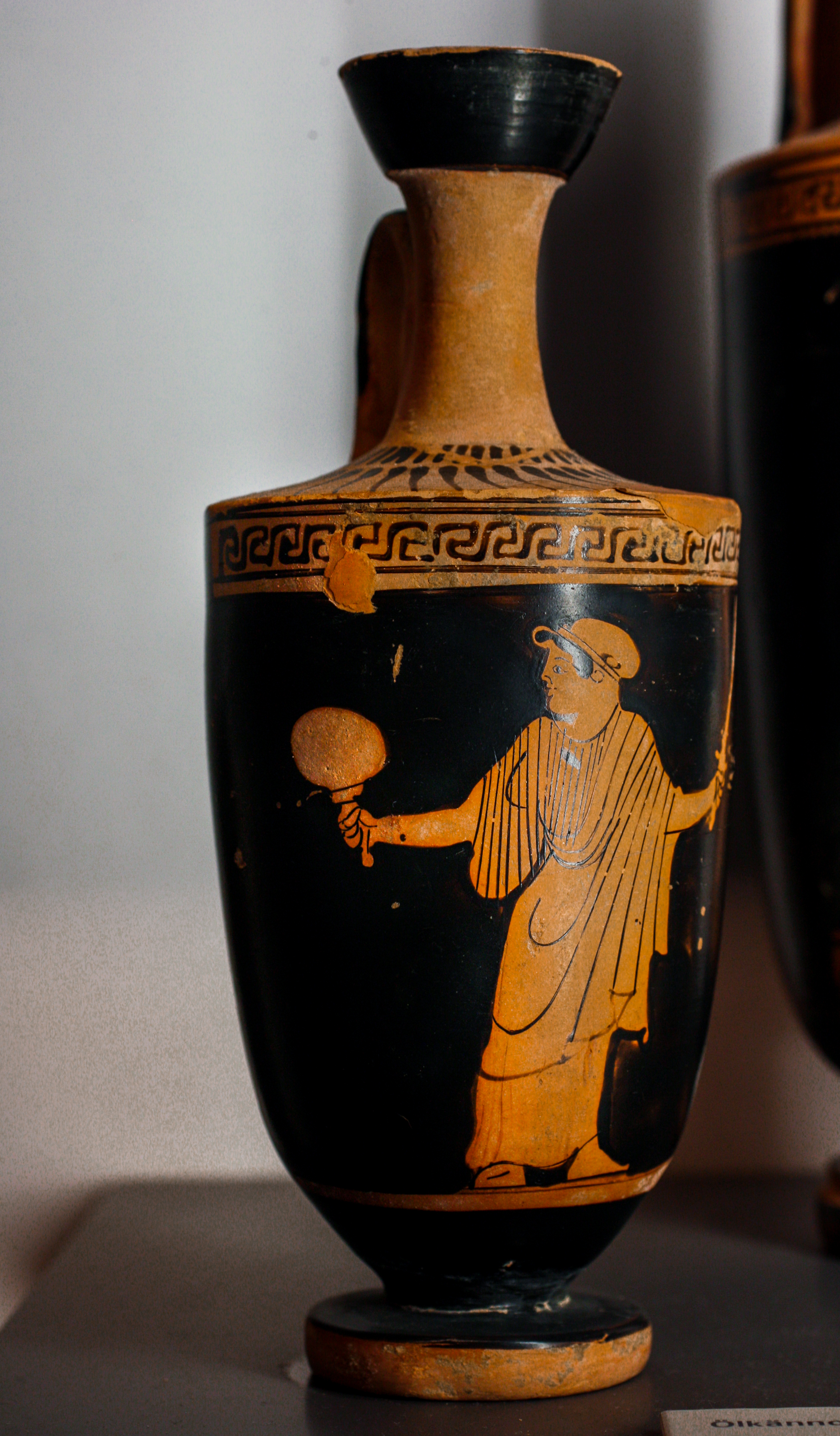
Lécito ático de figuras rojas, Badisches Landesmuseum 55.81, Karlsruhe.
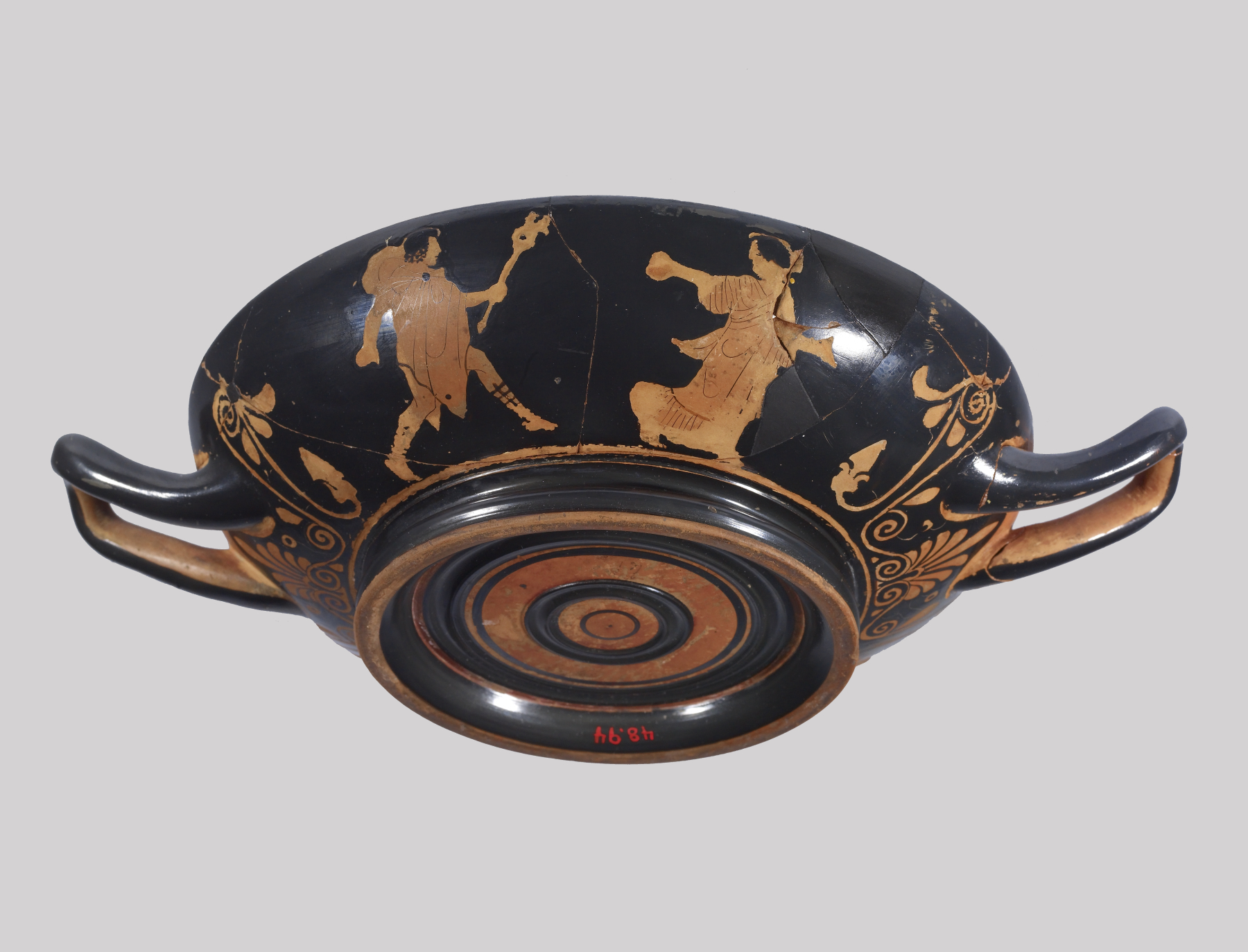
Kílix ático de figuras rojas sin tallo, Walters Art Museum, 48,94, Baltimore (Maryland).
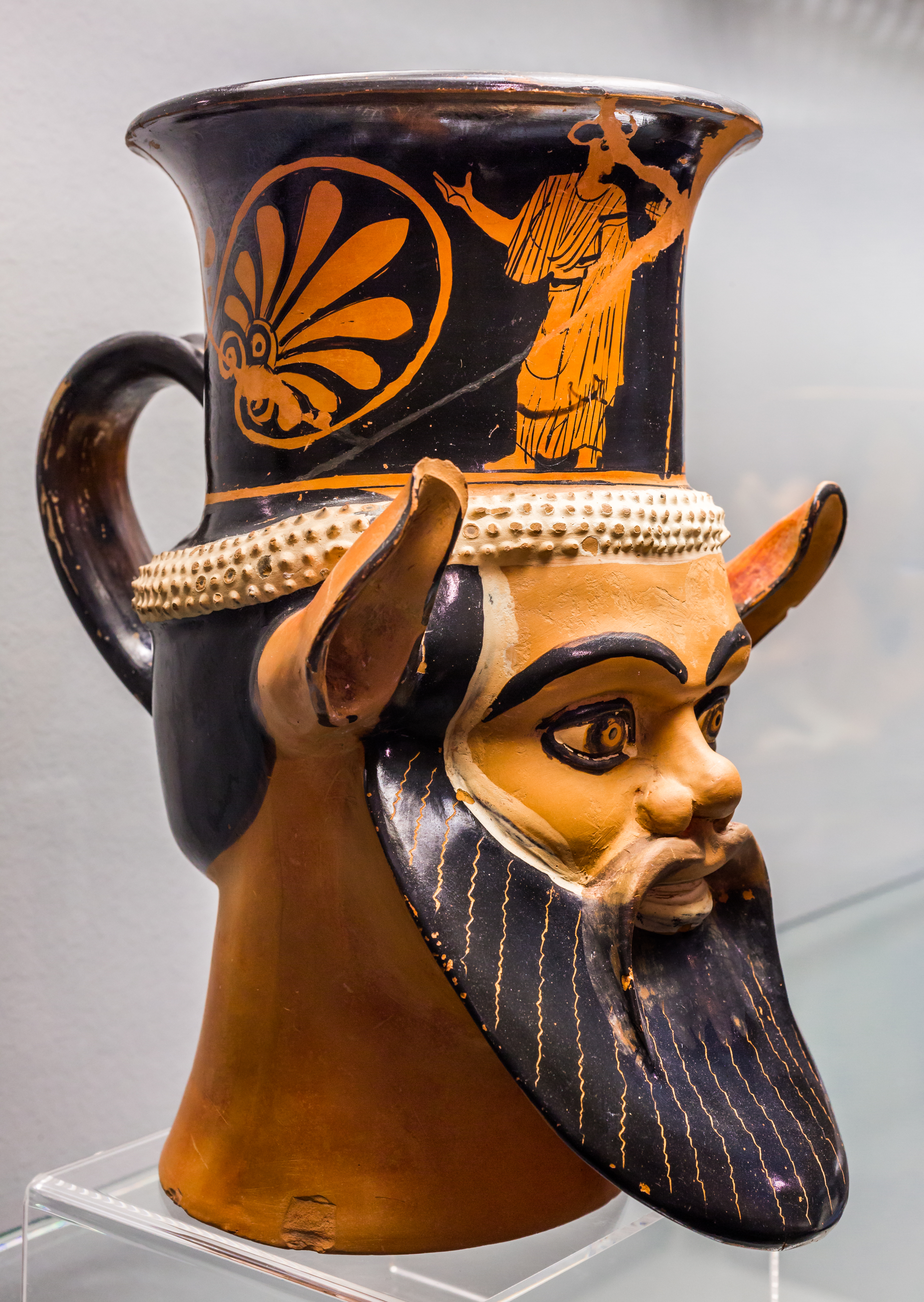
Cántaros figurativo de figuras rojas con la cabeza de un sátiro, Staatliche Antikensammlungen 2740, Múnich.